# Sternohammus assamensis
Sternohammus assamensis là một loài bọ cánh cứng trong họ Cerambycidae.